# Yle廣播一台
Yle廣播一台（芬蘭語：Yle Radio 1）是芬蘭廣播公司一條於1926年開播的芬蘭語公共電台頻道，並為芬蘭第一條和歷史最為悠久的電台頻道。這條頻道主要播放文化節目、廣播劇、古典音樂、爵士音樂以及民俗音樂，而在晚上則只會播放古典音樂。